# Injoux-Génissiat
Injoux-Génissiat es una comuna francesa situada en el departamento de Ain, de la región de Auvernia-Ródano-Alpes.

## Demografía
| 956 | 893 | 851 | 750 | 940 | 970 | 1 052 | 1 136 |
| Para los censos de 1962 a 1999 la población legal corresponde a la población sin duplicidades (Fuente: INSEE [Consultar]) |     |     |     |     |     |       |       |